# San Cristóbal (Arenas de Iguña)
San Cristóbal es una localidad española del municipio de Arenas de Iguña, perteneciente a la comunidad autónoma de Cantabria. 

## Geografía
La localidad se encuentra situada a unos 5 kilómetros de Navamuel, frente a Cohiño, al otro lado del río Los Llares. Pedredo está a una distancia de 2,6 kilómetros de la capital municipal, Arenas de Iguña, y está situado a 210 m s. n. m.

## Historia
La existencia de esta localidad se encuentra documentada desde la Alta Edad Media (año 1026), pues aparece en el Cartulario de Santillana.
Hacia mediados del siglo XIX, era referido como un pueblo por entonces perteneciente al municipio de Riovaldeiguña.
En la actualidad, pertenece al municipio de Arenas de Iguña. En 2024, la entidad singular de población de San Cristóbal tenía empadronados 146 habitantes, todos ellos en el núcleo de población de ese nombre.